# David Callaway

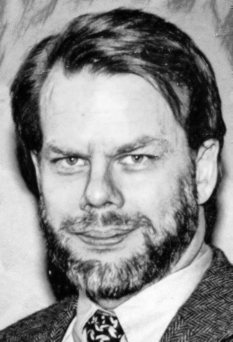
David Callaway

David J. E. Callaway (* 20. Jahrhundert) ist ein US-amerikanischer Physiker.
Callaway befasste sich zunächst mit theoretischer Elementarteilchenphysik und später mit biologischer Nanophysik. Er ist Professor und Laborleiter an der New York University School of Medicine. In den 1980er Jahren entwickelte er mit Aneesur Rahman das Verfahren des mikrokanonischen Ensembles in der Gittereichtheorie.
Aus der Trivialität von Quantenfeldtheorien mit reinen Skalarteilchen leitete er Schranken für die Higgsbosonmasse ab.
Er untersuchte Proteindynamik und Proteinfaltung mit Neutronenstreuung und die molekularen Mechanismen der Alzheimer-Krankheit. Er hält in diesem Zusammenhang ein Patent auf ein Medikament basierend auf Apomorphin gegen die Beta-Amyloid-Ablagerungen bei Alzheimer. Er begann auch  Proteindynamik mit Neutronen-Spin-Echo-Spektroskopie zu untersuchen, was einen Weg eröffnet, um Protein-Nanomaschinen in Bewegung zu beobachten.
Er ist passionierter Bergsteiger und Segler und war Teilnehmer am ersten ECO-Challenge 1995 in Utah (ein Outdoor-Wettrennen unter Kombination verschiedener Disziplinen, das im Fernsehen übertragen wurde).

## Schriften
- Lattices for laymen, Teil 1,2, Contemporary Physics, Band 26, 1985, S. 23–48, 95–123
- Numerics to novices: computational methods in Lattice Gauge Theory, Comm.Nucl.Part.Phys. 1986,  273
- mit Petronzio: Determination of critical points and flow diagrams by Monte Carlo Renormalization Group methods, Physics Letters B, Band 139, 1984, 189
- mit Maloof: Effective potential of lattice {\displaystyle \phi ^{4}} theory, Physical Review D, Band 27, 1983, S. 406
- mit Petronzio: Monte Carlo Renormalizatio Group study of {\displaystyle \phi ^{4}}  field theory, Nuclear Physics B, Band 240, 1984, S. 577–87
- Stochastic quantization as a consequence of the microcanonical ensemble, Physics Letters B, Band 145, 1984, 363
- mit Carson: Abelian Higgs model, a MC study, Physical Review D, Band 25, 1982, 531